# Sergi Bastidas

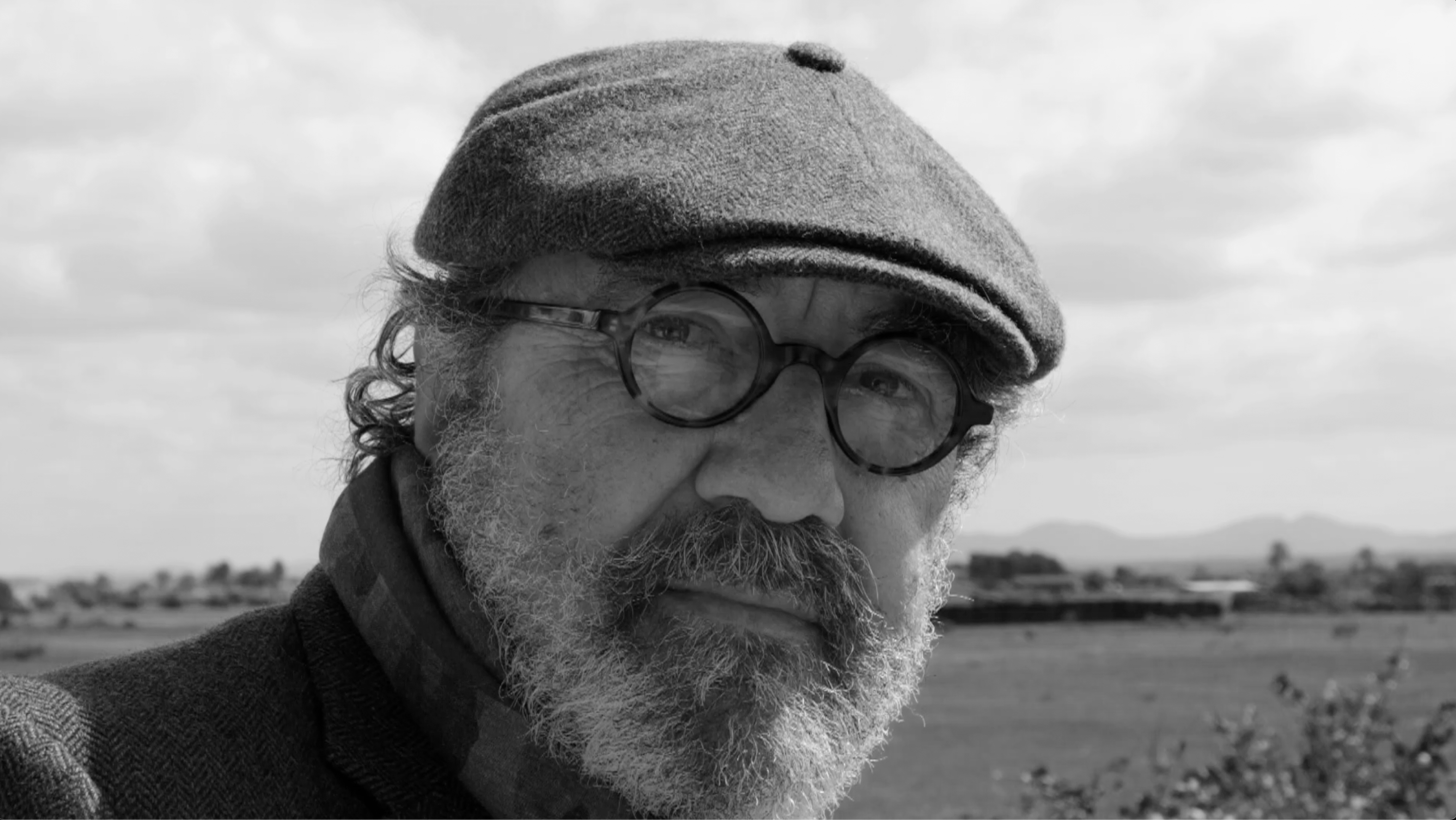
Sergi Bastidas, 2021

Sergi Bastidas (* Februar 1954 in Barcelona, Spanien) ist Designer und autodidaktischer Architekt. International bekannt ist er für den integrativen Umgang mit historischen Gebäuden und die Wahrung ihrer originären Bausubstanz.
Nach der Schule besuchte Sergi Bastidas die Kunstgewerbeschule Escola d’Arts i Oficis de Barcelona und arbeitete zunächst im Atelier von Enric Franch Miret. Die Zusammenarbeit mit dem renommierten Industriedesigner führte zur Teilnahme an verschiedenen Wettbewerben der Foment de les Arts i del Disseny, ADI-FAD. Ab den 1980er Jahren konzentrierte sich Bastidas auf die Architektur vor allem der Balearen und realisierte, insbesondere für Gebäude des 18. Jahrhunderts, Konzepte zur ökologisch modernen Nutzung bei größtmöglichem Erhalt des ursprünglichen Charakters. Hierzu wurden lokale Handwerksbetriebe eingebunden und Fertigungstechniken zum Teil wiederbelebt: Herstellung romanischer Ziegel, Flechttechniken für natürliches Rohr, Bau von Tanca-Mauern und Gemäuer aus vermörteltem Bruch- und Feldstein.
Bei der Rekonstruktion und Erweiterung historischer Gebäude sichern traditionelle Bauelemente nicht nur die Originalität der ursprünglichen Substanz. In Kombination mit modernen Techniken verbessern sie Akustik, Thermik und die Energiebilanz insbesondere bei ganzjährig genutzten Gebäuden wie zum Beispiel dem Hotel Can Ferrereta, ursprünglich aus dem 18. Jahrhundert, oder im Can O’Ryan Stadtpalais, ebenfalls 18. Jahrhundert, das zusammen mit einem ehemaligen Lichtspieltheater das heutige Rialto Living Ensemble in der Altstadt von Palma bildet.
Auch bei Neubauten fließen traditionell balearische Elemente in die Realisation ein; bei Stadthäusern fördern sie die Integration in den benachbarten Altbestand, bei Solitären den Einklang mit der Landschaft.
Für bioklimatische Architektur im sozialen Bereich steht die Ameskar Landschule in der Provinz Tinghir im marokkanischen Atlasgebirge. Die über die französische Stiftung des Marathon des Sables MDS Solidarité und Bastidas eingebrachten Spendengelder ermöglichten in 2017 die komplette Sanierung und Erweiterung der Schule mittels Materialien und Bauelementen, die vorwiegend aus der Umgebung stammten. Damit wurden die in Bergregionen klimatisch hohen Anforderungen an Klassenräume, Schlafsäle, Lehrerzimmer gewährleistet und die Funktion der Küche und Sanitäranlagen bei Außentemperaturen bis −20 °C sichergestellt. Die Realisation war nicht nur identitätsstiftend für die Einwohner der Gemeinde Ameskar et Tahtani; erleichtert wurde zudem der zukünftige Erhalt der Schulgebäude durch ortsansässige Handwerker.
Für den sorgfältigen Umgang mit historischen Gebäuden, den umliegenden Gärten und Parkanlagen, wurde Sergi Bastidas 2021 mit dem von Richard H. Driehaus gestifteten Rafael-Manzano-Preis geehrt. Die Verleihung der höchsten portugiesisch-spanischen Auszeichnung für Neue Traditionelle Architektur fand in der Königlichen Akademie der Schönen Künste von San Fernando in Madrid statt. Begründung der Jury, Auszug als Zitat: „Dank seiner Aufmerksamkeit für lokales Gelände, Klima, Materialien und Bautraditionen, die traditionelle Nutzung des Ortes und seine Vegetation und Landschaft, scheinen die von ihm entworfenen Gebäude mit ihrer Umgebung zu verschmelzen. Er ist ein großer Verfechter natürlicher und nachhaltiger Materialien, die seiner Arbeit zudem Wärme und Menschlichkeit verleihen: Stein, Kalk, Holz, Rohr usw.“ Die Laudatio hielt Léon Krier.
Sergi Bastidas ist Ehrenmitglied des International Network for Traditional Building Architecture and Urbanism, INTBAU, und lebt auf Mallorca.

## Bibliografie
- Landhäuser auf Mallorca, Editorial: Taschen 2000, ISBN 3-8228-6012-3
- Mallorca mit Stil, Publisher: Thomas Niederste-Werbeck, Editor Callwey München 2019, ISBN 978-3-7667-2384-0
- Piscinas, Ediciones Librería Universitaria de Barcelona, S.L., 2003, 84-89978-63-8 (Spanisch)
- Balearic Retreats, Publisher: Beta-Plus Publishing 2018, EAN 9782875500557 (Englisch und Spanisch)
- Ultimate Bathroom Design, Editor TeNeues Verlag Augsburg 2004, ISBN 978-3-8238-4596-6 (Englisch)